# دریای آرام و سفر پرشور
دریای آرام و سفر پرشور (به [Meeresstille und glückliche Fahrt] Error: {{Lang-xx}}: متن دارای نشانه‌گذاری ایتالیک است (راهنما)) یک کانتات برای گروه کر و ارکستر اثر لودویگ فان بتهوون، اُپوس ۱۱۲ است که آهنگساز، آن را بر اساس شعرهایی از یوهان ولفگانگ فون گوته تصنیف و به خودِ او تقدیم کرده‌است.
بتهوون این اثر را ابتدا در سال ۱۸۱۵ در وین اجرا کرد و نخستین بار در سال ۱۸۲۲ منتشر شد. این قطعه در یک موومان تصنیف شده‌است.
اجرای دریای آرام و سفر پرشور معمولاً بین ۷ تا ۸ دقیقه طول می‌کشد.